# Gelbaugenpinguin

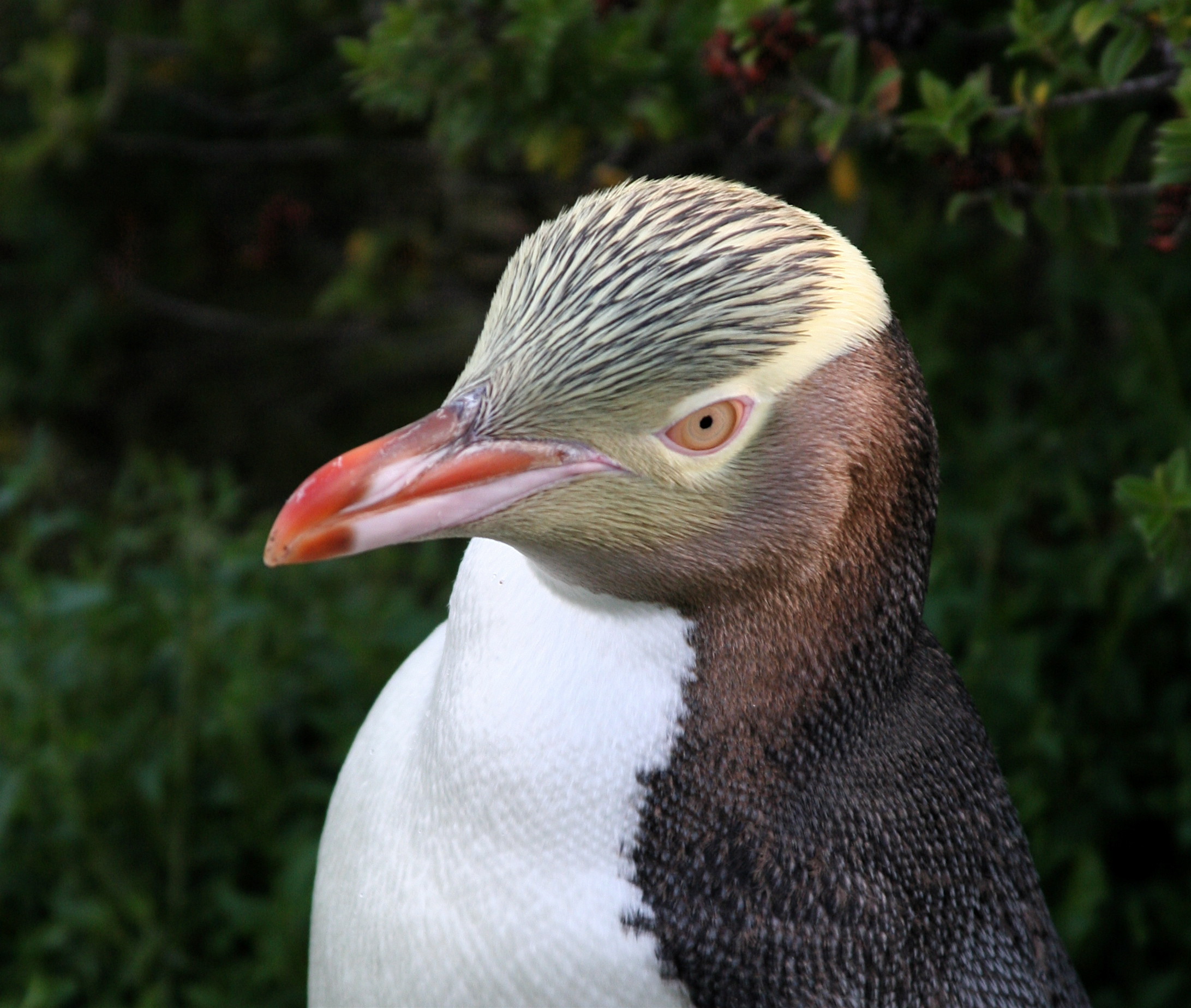
Porträt eines Gelbaugenpinguins

Der Gelbaugenpinguin (Megadyptes antipodes), auch als Hoiho bekannt, ist eine in Neuseeland endemische Pinguinart. Der Gelbaugenpinguin ist der einzige rezente Vertreter seiner Gattung. Es werden keine Unterarten unterschieden.
Der Gelbaugenpinguin gehört gemeinsam mit dem Galápagos-Pinguin und dem Dickschnabelpinguin zu den seltensten Pinguinarten. Er wird von der IUCN als stark gefährdet (endangered) eingeordnet. Grund für die Einordnung ist nicht nur die geringe Zahl von 4800 geschlechtsreifen Individuen, sondern auch das verhältnismäßig kleine Brutgebiet mit verhältnismäßig wenigen Brutkolonien im südlichen Neuseeland sowie auf den Aucklandinseln und Campbell Island. Außergewöhnliche Ereignisse in dieser Region können sich sehr deutlich auf den Gesamtbestand auswirken. Auf der neuseeländischen Südinsel starben beispielsweise 1986 und 1990 jeweils die Hälfte der dortigen Brutpaare an einer Krankheit und 2004 erlagen 50 Prozent der Jungvögel einer Diphtherie-ähnlichen Atemwegserkrankung.

## Erscheinungsbild

### Allgemeine Merkmale
Der Gelbaugenpinguin erreicht eine Körpergröße von 58 bis 76 Zentimeter. Wie bei vielen anderen Pinguinarten variiert das Gewicht während des Jahres sehr stark. Männchen wiegen zwischen 4,4 und 8,5 Kilogramm. Weibchen wiegen zwischen 4,2 und 7,5 Kilogramm. Das Gewichtsmaximum erreichen Gelbaugenpinguine kurz vor der Mauser, wenn sie nach der Jungenaufzucht mehrere Wochen auf hoher See verbracht haben. Ihr Gewichtsminimum haben sie nach der Mauser. Es gibt keinen ausgeprägten Sexualdimorphismus. Jungvögel sind bis zu einem Alter anhand von Gefiedermerkmalen von den adulten Vögeln unterscheidbar.

### Gefieder

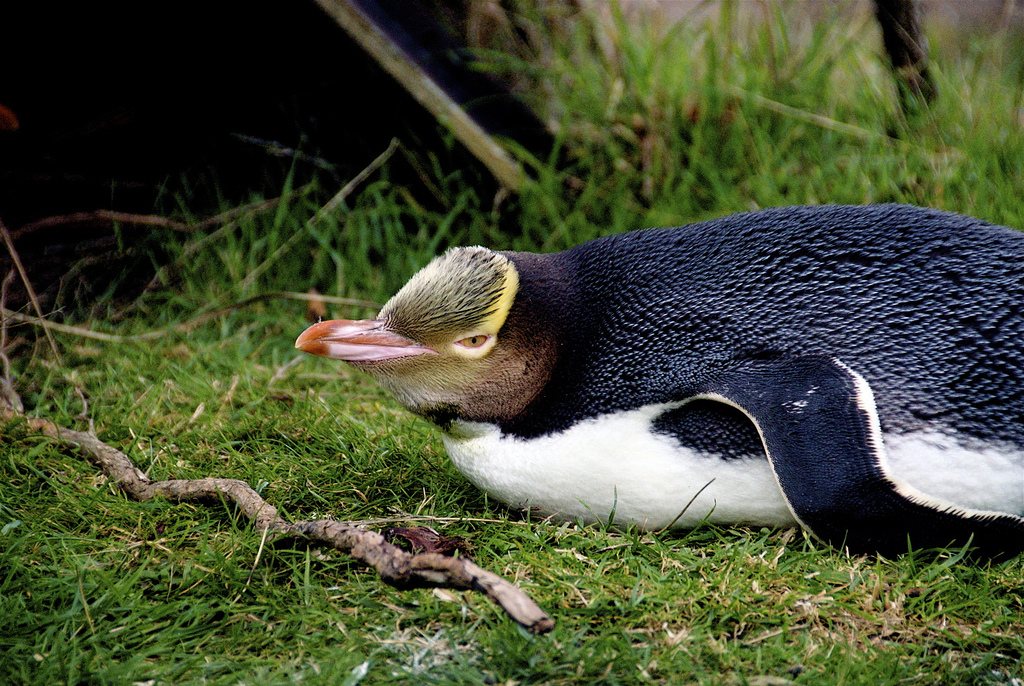
Ruhender Gelbaugenpinguin

Der Kopf, die Stirn und der Scheitel sind blass goldgelb mit schwarzen Federschäften. Auf dem Scheitel dominiert schwarz, allerdings variiert der Anteil je nach Individuum stark. Die Kopfseiten, das Kinn und die Kehle sind bräunlicher. Ein blasses gelbes Band verläuft vom einen Augenende über den Hinterkopf zum anderen Auge. Der Oberkörper und der Schwanz sind schiefergrau. Die weiße Körperunterseite ist scharf von der gelblichen Kehle abgesetzt. Die zu Flossen umgeformten Flügel sind auf der Oberseite schiefergrau, allerdings etwas dunkler als die Körperoberseite. Auf der Flossenseite befindet sich eine dünne weiße Linie. Die Flossenunterseite ist weißlich. Die Iris ist bernsteinfarben bis gelb. Der Oberschnabel ist rötbraun und der Unterschnabel ist fleischfarben und wird zum Schnabelende rotbraun. Die Füße sind fleischfarben.
Einjährige Jungvögel gleichen bereits weitgehend den adulten Vögeln. Bei ihnen ist das gelbe Band am Kopf jedoch weniger ausgeprägt. Das Kinn und die Kehle sind überwiegend weiß und die Augen sind blass graugelb.

### Verwechslungsmöglichkeiten mit anderen Pinguinen
Der Gelbaugenpinguin kann nur mit wenigen anderen Pinguinarten verwechselt werden. Von den Schopfpinguinen, die im Verbreitungsgebiet des Gelbaugenpinguins vorkommen, unterscheidet sich der Gelbaugenpinguin durch seinen längeren und schmaleren Schnabel. Ihm fehlen außerdem die verlängerten Gesichtsfedern, die für diese Gattung charakteristisch sind.
Noch nicht geschlechtsreife Individuen sind weniger eindeutig von anderen Arten zu unterscheiden. Aber im Vergleich zu ähnlich großen Pinguinarten unterscheiden sie sich durch das Fehlen auffälliger Gesichtsmarkierungen. Gelbaugenpinguine sind außerdem deutlich größer als die im gleichen Verbreitungsgebiet vorkommenden Dickschnabelpinguine und der Zwergpinguin.

## Verbreitungsgebiet

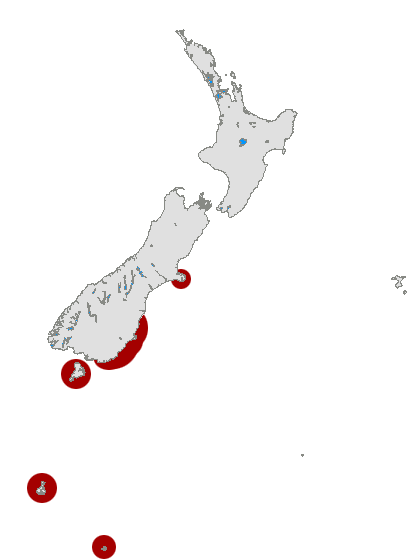
Brutareal des Gelbaugenpinguins

Gelbaugenpinguine sind eine endemische Art der Avifauna Neuseelands. Ihre Brutkolonien finden sich ausschließlich im Südosten der neuseeländischen Südinsel. Ihr Verbreitungsgebiet außerhalb der Fortpflanzungszeit ist nicht genau bekannt. Die meisten adulten Gelbaugenpinguine überwintern in Gewässern in der Nähe der Brutkolonien. Einige Individuen und zwar meistens Jungvögeln werden aber auch noch in der Cookstraße beobachtet.
Zu den wichtigsten Brutkolonien gehören solche auf dem neuseeländischen Festland, auf Stewart Island, Campbell Island und Auckland Island. Die Brutkolonien befinden sich heute in einem Gebiet, das ursprünglich mit Steineiben bewachsen war. Diese sind seit der Besiedelung Neuseelands durch Europäer weitgehend verschwunden. Gelbaugenpinguine haben sich dahingehend angepasst, dass sie heute in lichteren Wäldern sowie auf Weiden und grasbewachsenen Klippen brüten. Sie bauen ihre Nester heute häufig zwischen Neuseeländischem Flachs und der buschig wachsenden Lupinus arboreus.

## Nahrung und Nahrungsweise
Die Hauptnahrung des Gelbaugenpinguins ist Fisch und in einem geringeren Maße Kopffüßer. Gelbaugenpinguine finden ihre Nahrung gewöhnlich in Gewässertiefen zwischen 20 und 60 Meter. Sie suchen ihre Nahrung überwiegend tagsüber und nutzen überwiegend Gewässer in Küstennähe.
> Während der Nacht halten sich die meisten Gelbaugenpinguine in ihren Brutkolonien auf. Sie verlassen diese gewöhnlich mit dem ersten Tageslicht und kehren zwischen 16 und 19 Uhr wieder an die Küste zurück. Während der Brutzeit sind einzelne Vögel auch für eine Dauer von zwei bis drei Tagen auf Nahrungssuche, die meisten Gelbaugenpinguine kehren jedoch am selben Tag wieder in die Brutkolonie zurück. Meist entfernen sie sich nicht weiter als 17 Kilometer von der Brutkolonie.

## Fortpflanzung

### Brutkolonien und Aggressionsverhalten

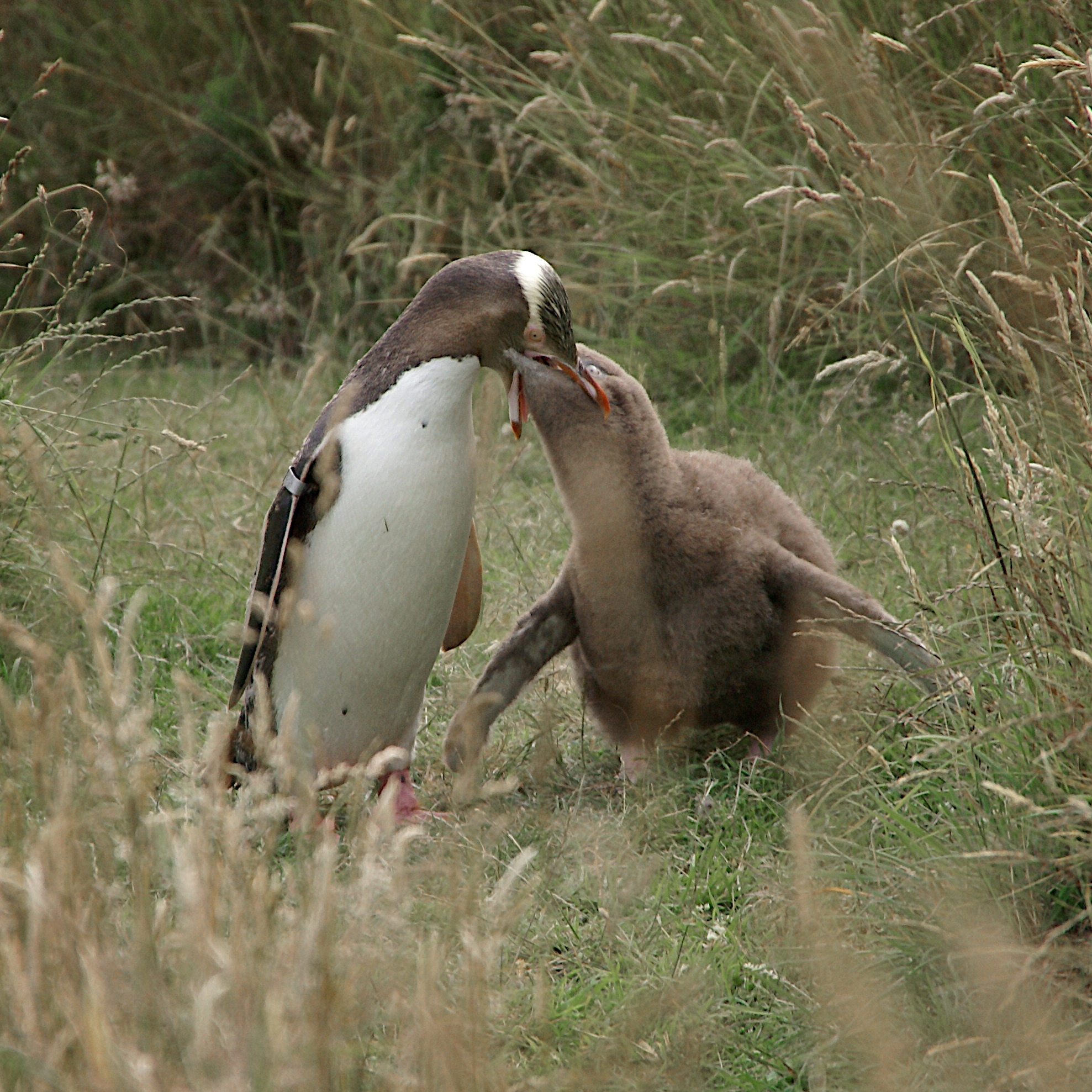
Ein Gelbaugenpinguin füttert einen Jungvogel

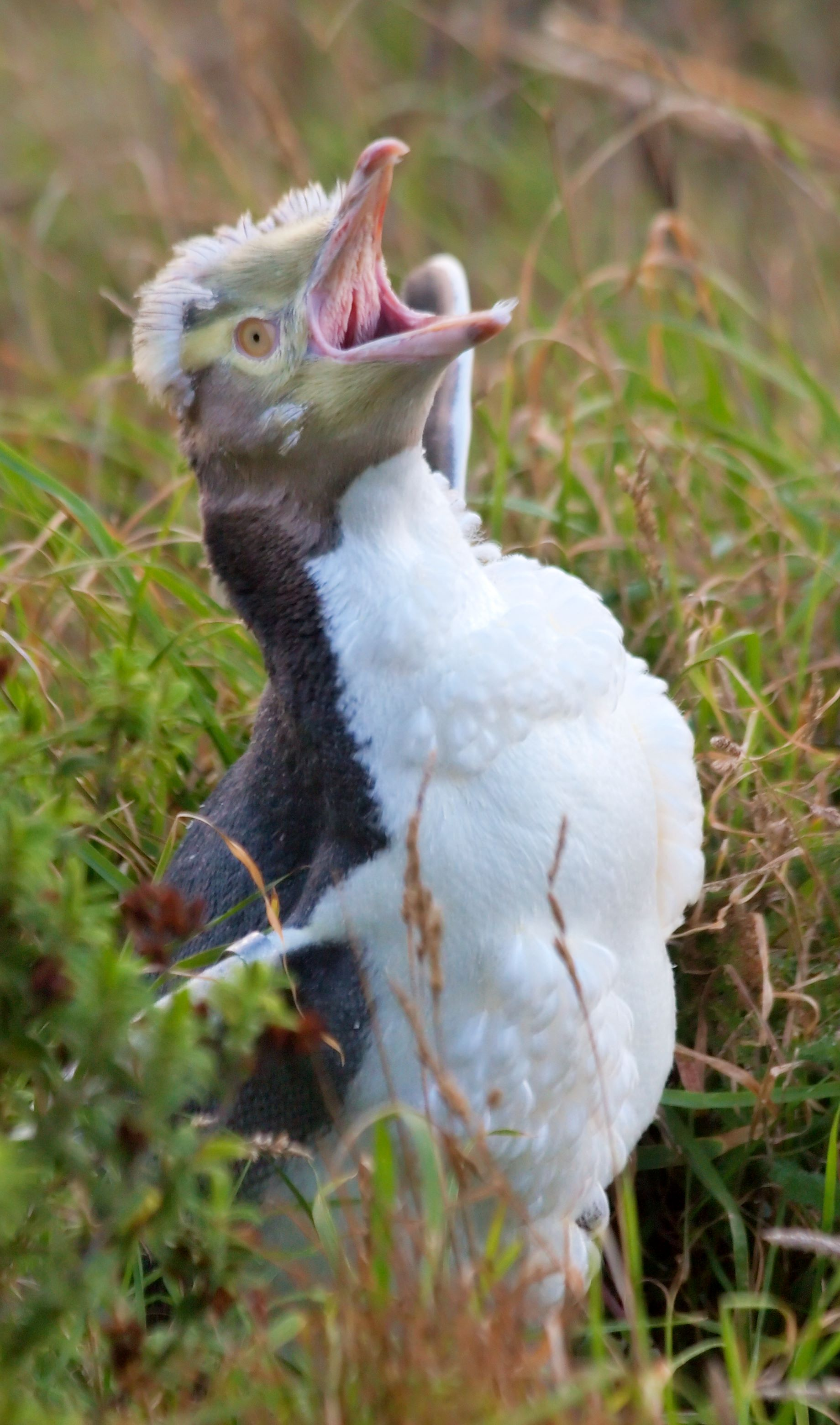
Mausernder Jungvogel

Die Brutkolonien der Gelbaugenpinguine befinden sich in kleinen Buchten oder auf Landzungen großer Buchten. Sie nisten in Küstennähe an zum Meer geneigten Hängen und Klippen oder unter den Baumwurzeln der dichten Küstenwälder Neuseelands. Typischerweise befinden sich die Nester 236 Meter von der Küstenlinie entfernt. Die verhältnismäßig geringe Nestdichte und die dichte Vegetation zwischen den Nestern verhindert ein Aggressionsverhalten, wie es für viele anderen Pinguinarten typisch ist. Ein revieranzeigendes Verhalten ist selten. Rufe spielen bei dieser Art eine größere Rolle bei der Etablierung von Nistrevieren als dies bei anderen Pinguinarten der Fall ist.
Vor der Eiablage wird ein Gebiet im Umkreis von zwanzig Metern um das Nest gelegentlich verteidigt. Nach der Eiablage konzentriert sich dieses Verhalten jedoch auf die unmittelbare Nestumgebung. Zu den Aggressionsgesten des Gelbaugenpinguins gehört ein Vorwärtsstrecken des Halses, dabei sind Kopf und Schnabel weit nach vorne gestreckt und die Flossen weisen gleichfalls nach vorne. Bei einer anderen Aggressionsgeste wendet der Gelbaugenpinguin langsam seinen Kopf von links nach rechts, während er den gegnerischen Vogel anstarrt, dabei sind die Federn des Oberkopfes leicht gesträubt. In direkten Auseinandersetzungen hacken Gelbaugenpinguin mit dem Schnabel nacheinander und schlagen mit den Flossen.

### Gelege
Das Gelege der Gelbaugenpinguine umfasst normalerweise zwei Eier, lediglich für jüngere Brutvögel ist ein aus einem Ei bestehendes Gelege typisch. Bei Vögeln, die älter als drei Jahre sind, kommt dies nur bei einem von hundert Gelegen vor. Der Legeabstand zwischen den beiden Eiern beträgt drei bis fünf Tage. Die Bebrütung beginnt nach der Ablage des zweiten Eis, einige Paare verzögern die Brutaufnahme mitunter bis zu zehn Tagen nach der Vervollständigung des Geleges.
Anders als bei Schopfpinguinen kommt es nicht zu einer obligaten Brutverringerung. Gelbaugenpinguine ziehen sehr häufig zwei Küken groß. Anders als bei den Schopfpinguinen unterscheiden sich die beiden Eier auch nicht in ihrer Größe. Sie wiegen beide durchschnittlich 137 und 138 Gramm. Die Eier sind oval mit einer glatten, matten Schalen. Kurz nach der Eiablage sind sie bläulich bis grünlich, hellen dann aber über die nächsten 24 bis 36 Stunden zu einem Weiß auf. Die Brutzeit währt 39 bis 51 Tage. Beide Elternvögel sind gleichermaßen an der Brut beteiligt. Sie lösen sich gewöhnlich in Intervallen von zwei Tagen mit der Bebrütung ab.

### Jungvögel
Die beiden Küken schlüpfen weitgehend synchron und wiegen im Mittel 108 Gramm. Zum Zeitpunkt des Flüggewerdens haben sie durchschnittlich ein Gewicht von 5,6 Kilogramm.
In 63 Prozent der Fälle erfolgt der Schlupf des zweiten Kükens am selben Tag, in 31 Prozent der Fälle am nächsten Tag. Sie werden von den Elternvögeln für einen Zeitraum von 32 bis 63 Tagen betreut. Sehr kurze Betreuungsphasen kommen vor allem in den Jahren vor, in denen das Nahrungsangebot knapp ist. Im Mittel halten sich die Elternvögel für einen Zeitraum von 49 Tagen bei ihren Jungvögeln auf. Während der ersten 21 bis 25 Tage werden sie ununterbrochen gehudert. Anders als bei einigen anderen Pinguinarten kommt es nicht zur Bildung großer Kindergruppen, diese sogenannten „Kindergärten“ sind beim Gelbaugenpinguin selten und umfassen dann nur drei bis sieben Jungvögel. Das Fehlen dieses Verhaltens ist vermutlich auf die geringe Nistdichte zurückzuführen. Die meisten Jungvögel entfernen sich nicht mehr als zehn Meter von ihrem Nest, lediglich neun Prozent der Jungvögel werden noch in einer Entfernung von fünfzig Meter vom Nistplatz beobachtet. Die Elternvögel kehren meistens am Nachmittag oder frühen Abend in die Brutkolonien zurück, um die Jungvögel zu füttern. Sie finden gewöhnlich so ausreichend Nahrung, dass ein Elternvogel die Jungvögel alleine aufziehen kann, wenn der zweite Elternvogel während der Jungenaufzucht stirbt. Jahre mit einem verringerten Nahrungsangebot führen zu einem verlangsamten Wachstum der Küken und niedrigerem Gewicht zum Zeitpunkt des Flüggewerdens. Die Sterblichkeit der Jungvögel liegt dann über dem langjährigen Mittel.
Zu den Prädatoren von Jungvögeln gehören Marder und Wiesel sowie verwilderte Hauskatzen. Auf hoher See ist der wichtigste Prädator der Gelbaugenpinguin der Barracuda.
Gelbaugenpinguine mausern jährlich einmal. Die Mauser findet im Februar/März statt und dauert etwa drei bis vier Wochen. Sie verlieren dann ihr gesamtes Federkleid. Während dieser Zeit sind sie äußerst gefährdet.

## Gefährdung und Krankheiten
Die Art ist stark gefährdet, der Bestand ist in den letzten Jahren stark zurückgegangen (Stand Herbst 2023). Schätzungen des neuseeländischen Umweltministeriums zufolge gibt es derzeit (Stand September 2023) nur noch 2.400 erwachsene Tiere; der Bestand ging seit 2008 um 75 % zurück. Als Ursache werden neben Fressfeinden an Land und im Wasser insbesondere Viruserkrankungen vermutet. Diese sollen in den letzten Brutsessions für den Tod von jeweils etwa 25 % der Jungtiere verantwortlich sein. Im September 2023 wurde von Janelle R. Wierenga et al. ein Erreger aus der Gattung Gyrovirus mit der vorläufigen Bezeichnung „Yellow-eyed penguin gyrovirus“ identifiziert. Ein zweiter Erreger könnte der Gattung Megrivirus angehören.

## Sonstiges
In der Nähe von Taiaroa Head bei Dunedin befindet sich eine in privater Trägerschaft betriebene Einrichtung, die sich dem Schutz der hier auf dem Festland brütenden Gelbaugenpinguine widmet. Über ein Grabensystem mit Aussichtspunkten können dort Gelbaugenpinguine im Rahmen geführter Touren beobachtet werden.

## Belege

### Einzelbelege
1. 1 2  BirdLife Factsheet über den Gelbaugenpinguin, aufgerufen am 21. November 2010
2. ↑  Williams, S. 225
3. 1 2 3 4  Williams, S. 227
4. ↑  Williams, S. 226
5. 1 2 3 4 5  Williams, S. 229
6. ↑  Williams, S. 228
7. ↑  
Janelle R. Wierenga, Kerri J. Morgan, Stuart Hunter, Harry S. Taylor, Lisa S. Argilla, Trudi Webster, Jeremy Dubrulle, Fátima Jorge, Mihnea Bostina, Laura Burga, Edward C. Holmes, Kate McInnes, Jemma L. Geoghegan: A novel gyrovirus is abundant in yellow-eyed penguin (Megadyptes antipodes) chicks with a fatal respiratory disease. In: Virology, Band 579, Februar 2023, S. 75–83; doi:10.1016/j.virol.2022.12.012,  PMID 36608597, Epub 2. Januar 2023 (englisch). Dazu:

  - New Zealand probes mystery illness killing rare penguins. Auf: france24.com vom 22. September 2023 (englisch).
  - Tiere in Neuseeland unter Druck: Forscher finden wohl Ursache für Pinguin-Sterben. Auf: n-tv.de vom 22. September 2023.
8. ↑  Website von Penguin Place